# Aarón Martín
Aarón Martín, de son nom complet Aarón Martín Caricol, né le 22 avril 1997 à Montmeló, est un footballeur espagnol évoluant au poste d'arrière gauche au Genoa CFC.

## Biographie

### En club
Le 31 décembre 2020, le Celta de Vigo annonce l'arrivée en prêt, avec option d'achat, de Martín pour le reste de la saison.

### En équipe nationale
Avec les moins de 19 ans, il participe au championnat d'Europe des moins de 19 ans en 2015. Lors de cette compétition, il joue cinq matchs. L'Espagne remporte la compétition en battant la Russie en finale.

## Statistiques

### En club
| Saison                | Club                    | Championnat           | Championnat | Championnat | Coupe(s) nationale(s) | Coupe(s) nationale(s) | Compétition(s) continentale(s) | Compétition(s) continentale(s) | Compétition(s) continentale(s) | Total | Total |
| Saison                | Club                    | Division              | M.          | B.          | M.                    | B.                    | Comp.                          | M.                             | B.                             | M.    | B.    |
| 2014-2015             | Espanyol de Barcelone B | 2ªB                   | 3           | 0           | -                     | -                     | -                              | -                              | -                              | 3     | 0     |
| 2015-2016             | Espanyol de Barcelone B | 2ªB                   | 28          | 1           | -                     | -                     | -                              | -                              | -                              | 28    | 1     |
| 2016-2017             | Espanyol de Barcelone B | 2ªB                   | 5           | 0           | -                     | -                     | -                              | -                              | -                              | 5     | 0     |
| Sous-total            | Sous-total              | Sous-total            | 36          | 1           | 0                     | 0                     | -                              | 0                              | 0                              | 36    | 1     |
| 2016-2017             | Espanyol de Barcelone   | LaLiga                | 30          | 0           | 1                     | 0                     | -                              | -                              | -                              | 31    | 0     |
| 2017-2018             | Espanyol de Barcelone   | LaLiga                | 32          | 0           | 3                     | 0                     | -                              | -                              | -                              | 35    | 0     |
| Sous-total            | Sous-total              | Sous-total            | 62          | 0           | 4                     | 0                     | -                              | 0                              | 0                              | 66    | 0     |
| 2018-2019             | FSV Mayence (prêt)      | Bundesliga            | 33          | 0           | 1                     | 0                     | -                              | -                              | -                              | 34    | 0     |
| 2019-2020             | FSV Mayence             | Bundesliga            | 22          | 0           | 1                     | 0                     | -                              | -                              | -                              | 23    | 0     |
| 2020-2021             | FSV Mayence             | Bundesliga            | 5           | 0           | -                     | -                     | -                              | -                              | -                              | 5     | 0     |
| 2021-2022             | FSV Mayence             | Bundesliga            | 28          | 1           | 3                     | 0                     | -                              | -                              | -                              | 31    | 1     |
| 2022-2023             | FSV Mayence             | Bundesliga            | 26          | 5           | 3                     | 0                     | -                              | -                              | -                              | 29    | 5     |
| Sous-total            | Sous-total              | Sous-total            | 114         | 6           | 8                     | 0                     | -                              | 0                              | 0                              | 122   | 6     |
| 2020-2021             | Celta de Vigo (prêt)    | LaLiga                | 21          | 0           | 1                     | 0                     | -                              | -                              | -                              | 22    | 0     |
| Sous-total            | Sous-total              | Sous-total            | 21          | 0           | 1                     | 0                     | -                              | 0                              | 0                              | 22    | 0     |
| 2023-2024             | Genoa CFC               | Serie A               | 11          | 0           | 2                     | 0                     | -                              | -                              | -                              | 13    | 0     |
| Sous-total            | Sous-total              | Sous-total            | 11          | 0           | 2                     | 0                     | -                              | 0                              | 0                              | 13    | 0     |
| Total sur la carrière | Total sur la carrière   | Total sur la carrière | 244         | 7           | 15                    | 0                     | -                              | 0                              | 0                              | 259   | 7     |

## Palmarès
- Vainqueur du championnat d'Europe des moins de 19 ans en 2015 avec l'équipe d'Espagne des moins de 19 ans
- Vainqueur du Championnat d'Europe espoirs en 2019 avec l'équipe d'Espagne espoirs